# Дуб звичайний
Дуб звича́йний, або чере́шчатий (Quercus robur L., синонім Quercus pedunculata) — вид дерев родини букових роду дуб. Одна з найпоширеніших деревних порід помірної смуги Європи та найдовговічніший вид дерев в Україні. Цінна деревинна, танідоносна, харчова, медоносна, фарбувальна, кормова, лікарська та декоративна культура.

## Опис рослини

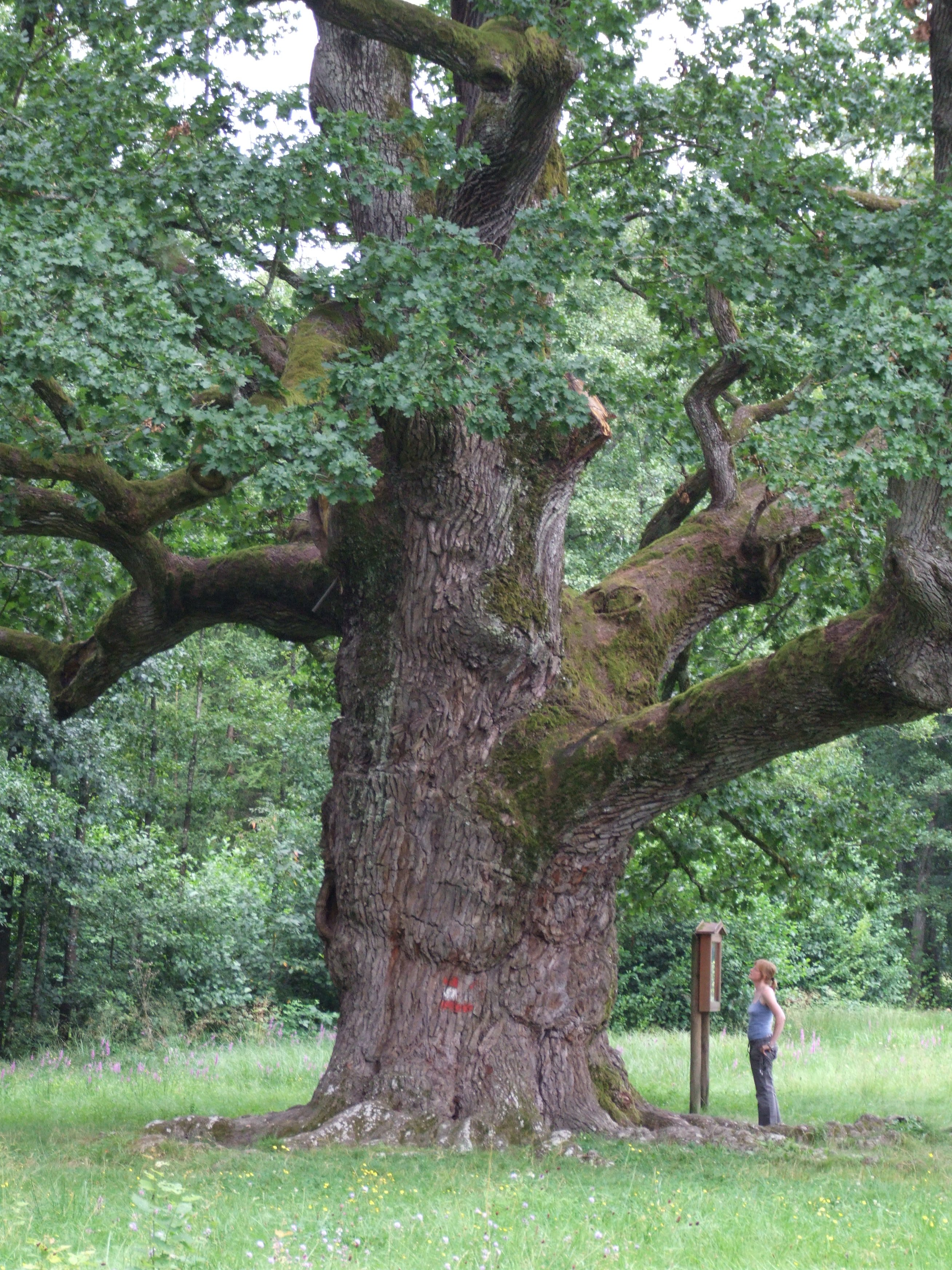
1000-річний дуб звичайний у Бад-Блумау (Штирія, Австрія) вважають найстарішим дубом в Європі

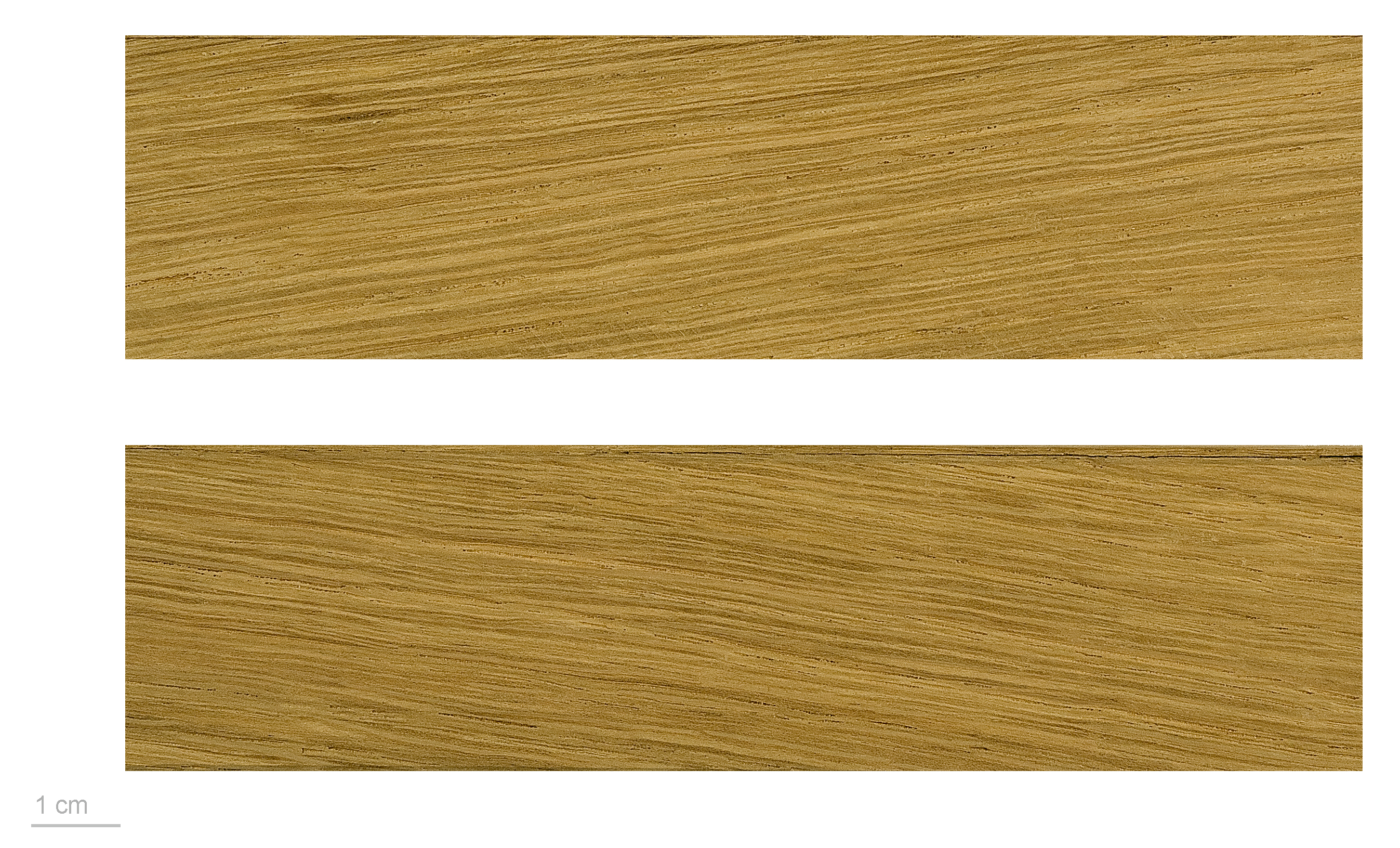
Quercus robur — Тулузький музей

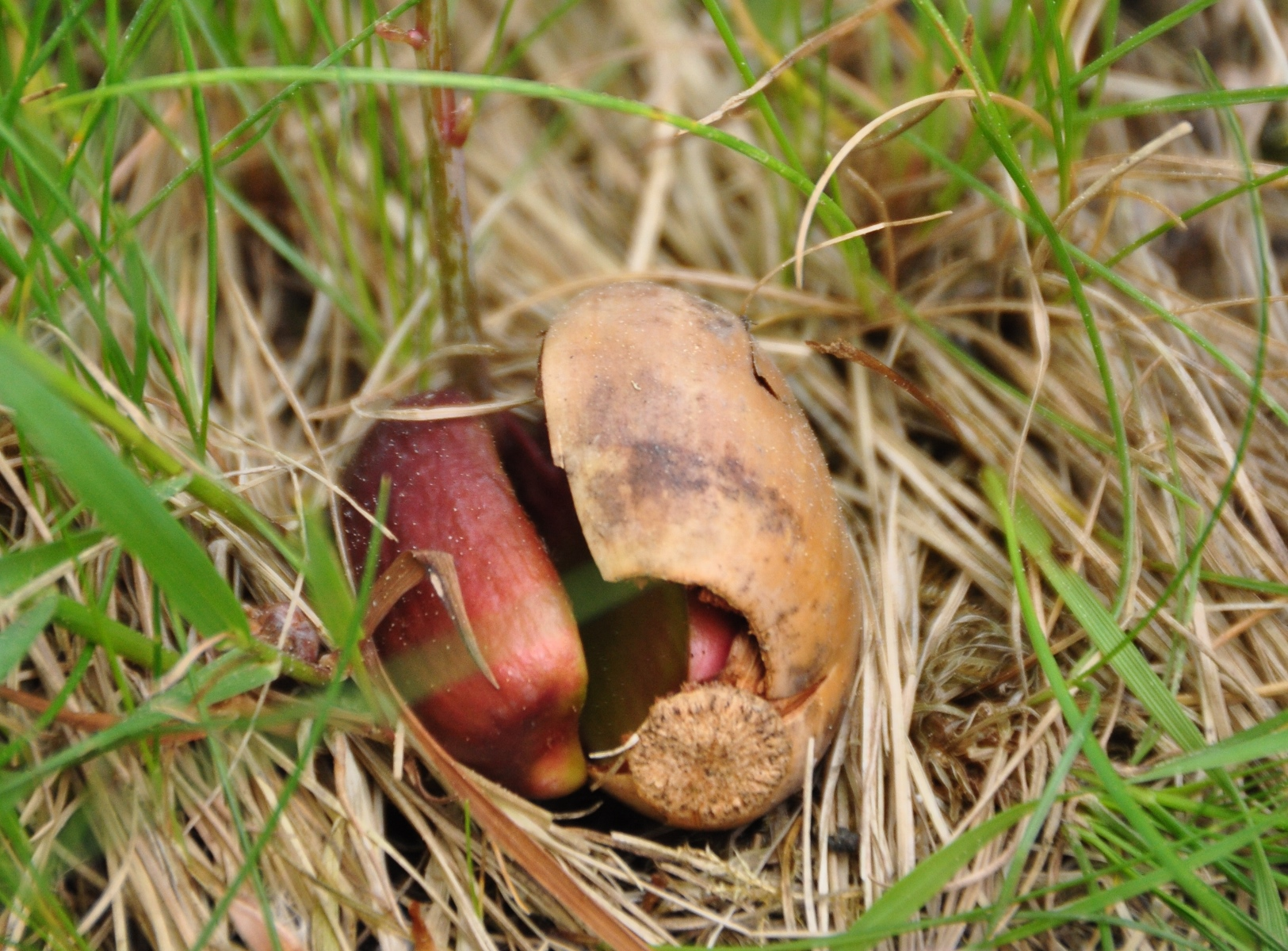
Проросток дуба звичайного, який проростає з жолудя.

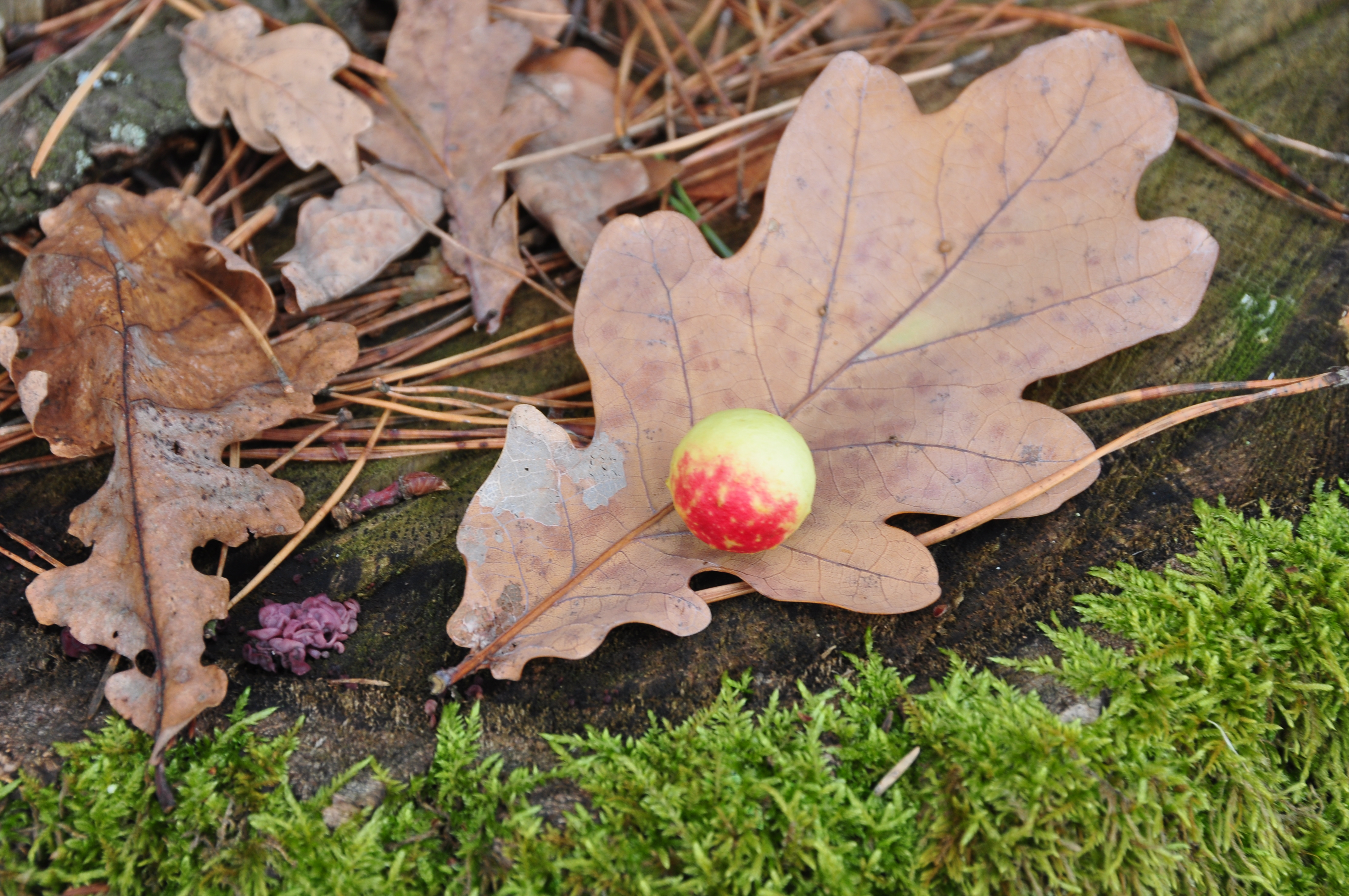
Листковий гал, ймовірно Andricus quercusfolii на листку дуба звичайного

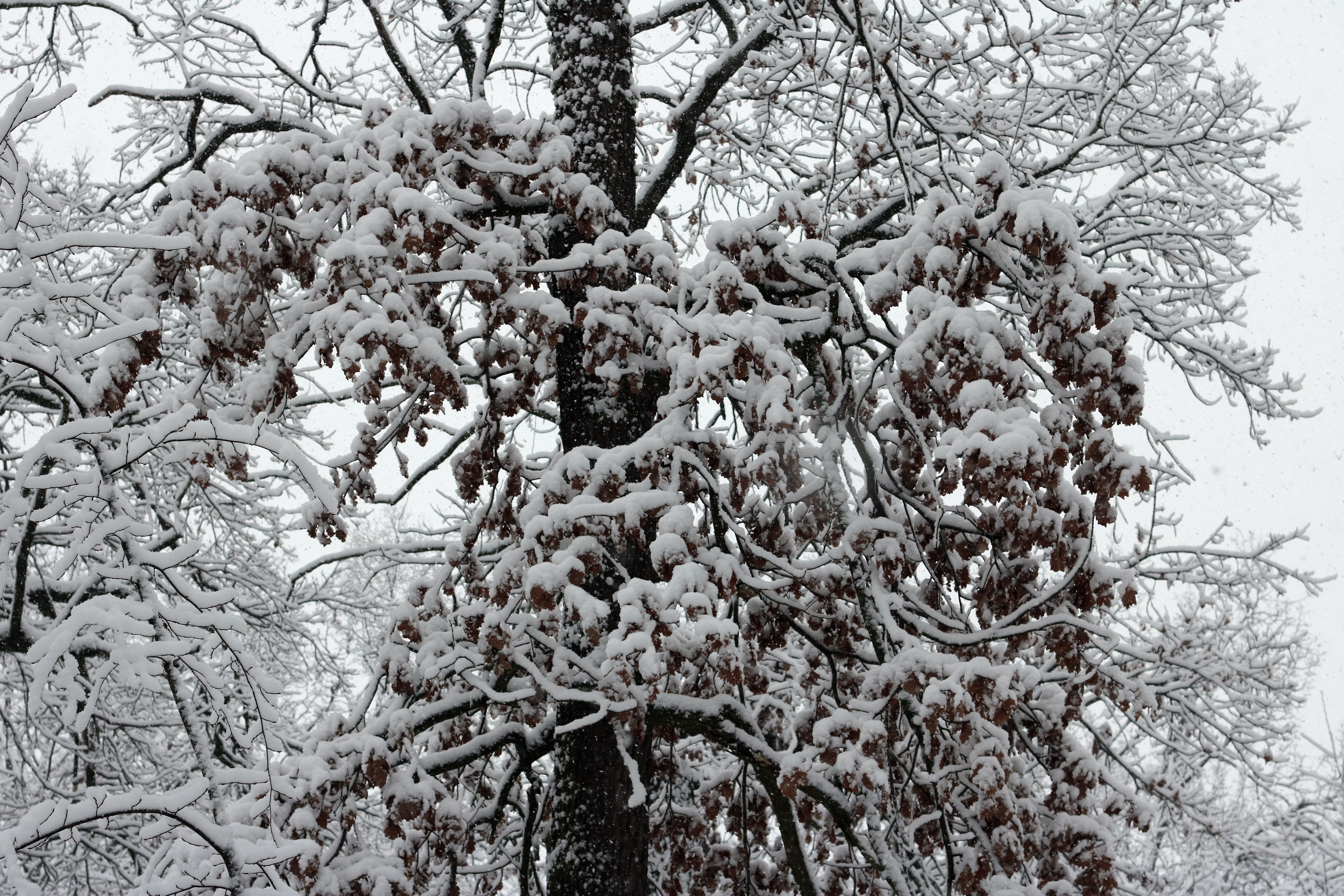
Дуб звичайний взимку. Листя не опало

Могутнє дерево 20-50 м заввишки з шатроподібною або широкопірамідальною кроною й міцним гіллям. Стовбур завтовшки 1-1,5 м. Кора у молодих дерев сіра, гладка, у старих — темно-сіра, товста, з поздовжніми тріщинами. Молоді пагони голі або ледь спушені, оливково-бурі або червонуваті, ребристі, з овальними бруньками. Коренева система розвинена, коріння спрямовує ріст у глибину. Довжина кореня дорівнює висоті надземної частини дерева.
Листки короткочерешкові, видовжено-оберненояйцеподібні, донизу звужені, перистолопатеві (7-40 см завдовжки). Лопаті тупі, округлі, вирізи між ними неглибокі. Молоді листки опушені, у старих листків опушення зберігається тільки на жилках. Листорозміщення почергове.
Квітки одностатеві. Рослина однодомна. Тичинкові квітки зібрані в пониклі сережки, кожна квітка має 6-8-роздільну зеленувату оцвітину і 6-10 тичинок. Маточкові квітки зібрані по 2-5 у пазухах верхніх листків на довгих квітконосах, дрібні (до 2 мм у діаметрі) з редукованою оцвітиною. Маточка одна з червонуватою трилопатевою приймочкою і нижньою зав'яззю.
Плід — горіх (жолудь) голий, коричневий, 1,5-3,5 см завдовжки, розташований на плодоніжці завдовжки 3-8 см. Жолудь розміщений у блюдце- або чашеподібній мисочці (0,5-1 см завдовжки).
Відомі дві сезонні форми дуба звичайного — рання та пізня. У раннього дуба листки розпускаються у квітні і на зиму опадають, а у пізнього листки розпускаються на два-три тижні пізніше і на молодих рослинах залишаються на зиму.

## Екологія та поширення
Світлолюбна рослина, вимоглива до якості ґрунтів. Пошкоджується сірим кленовим вусачем, дубовим деревинником, візерунковим довгоносиком, іржавою ейлією, дубовою бронзовою златкою, багатоїдним та західним непарними короїдами, ліщиновою кривовусою листокруткою, ясеневим пістрявим лубоїдом, плямистою мезозою, пірамідальною совкою.
Дуб звичайний — основна лісоутворювальна порода лісостепу, росте в поєднанні з сосною, грабом, ясеном, ялиною, буком. Квітне у травні. Плоди достигають у вересні — жовтні.
Росте на більшій частині України, в степу рідше, здебільшого по долинах річок. Його насадження посідають 26,3% площі державного лісового фонду України. Основні заготівлі роблять під час рубок, догляду і головних рубок у Рівненській, Тернопільській (зокрема у національному природному парку "Кременецькі гори"), Хмельницькій, Вінницькій, Черкаській, Київській, Чернігівській, Полтавській, Сумській, Харківській, Донецькій, Івано-Франківській, Львівській і Чернівецькій областях.

## Застосування
Кора і деревина дуба є джерелом для одержання одного з найкращих світових дубителів. У корі дуба міститься 5,4-14 % катехінових танідів, у деревині — 4-7,7, у листках — 5-9,5, у галах — до 27,2 %.
Для дубильно-екстрактової промисловості найкращою вважають кору 15-20-річних дубів. Оскільки кора його є хорошим дубителем, її використовують безпосередньо як дубильний матеріал, а з деревини виробляють дубильні екстракти. Маючи велику масу, дубова деревина є одним з основних джерел для виробництва танідів.
У науковій медицині використовують кору дуба — Cortex Quercus, в якій, крім дубильних речовин, містяться еллагова й галусова кислоти, вуглевод левулін, слиз, цукор, крохмаль, білки, мінеральні речовини. Вона має в'яжучі і протизапальні властивості. Відвар кори використовують для полоскань при гінгівітах, стоматитах, ангінах та під час запалення слизової оболонки глотки й гортані, а також для лікування опіків і у разі отруєнь алкалоїдами і солями важких металів.
У народній медицині кору дуба використовують для лікування фурункулів на шиї, для припинення кровотечі з рани; внутрішньо відвар дубової кори застосовують у разі виразки шлунка, під час кровотеч із шлунка, надмірних менструальних кровотеч, проносів і частих позивів на сечовипускання. У вигляді ванн, дубову кору застосовують від надмірного пітніння ніг. Використовують її також для лікування рахіту, золотухи тощо. Висушене насіння дуба, потовчене на порошок, застосовують у разі захворювання сечового міхура, при проносах.
Жолуді багаті на крохмаль (40 %), дубильні речовини (5-8 %); жирну олію (до 5 %), цукри, ефірну олію, білки тощо.
Із підсмажених жолудів готують різновид кави, яким нібито можна лікувати рахіт, анемію і золотуху у дітей. Він корисний також нервовохворим і під час надмірних менструальних кровотеч. Із жолудів і коренів цикорію дикого (петрів батіг) виготовляють «кавовий напій», який є не тільки поживним, а й лікувальним засобом у разі шлунково-кишкових захворювань. Спожиті в сирому вигляді жолуді можуть спричинити отруєння.
У ветеринарії кору дуба широко застосовують як в'яжучий протипроносний засіб.

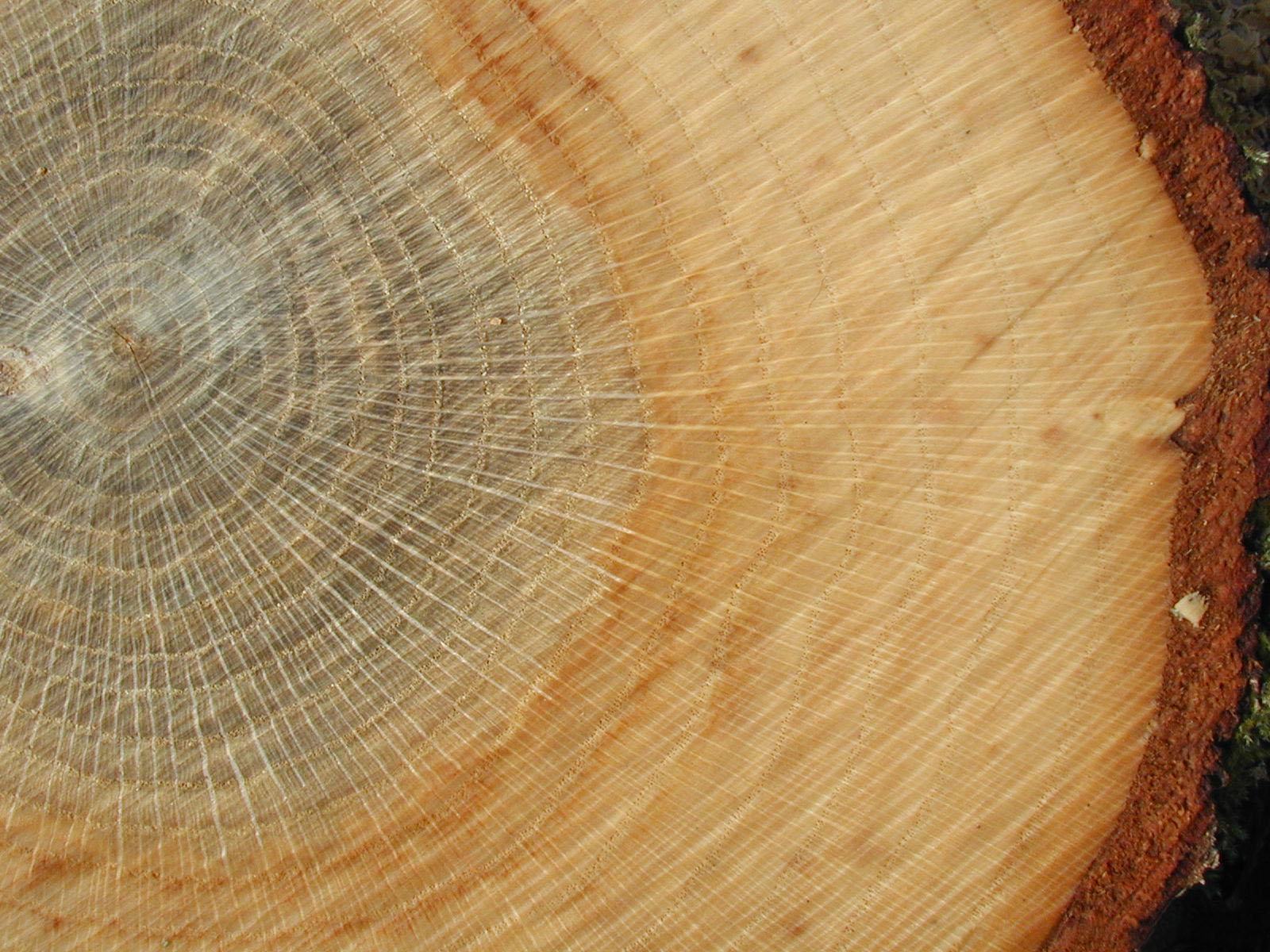
Деревина дуба

Дуб має високоякісну деревину красивого забарвлення і текстури. Вона щільна, важка, міцна, пружна, надзвичайно витривала на повітрі, у землі і під водою, помірно розтріскується і жолобиться, легко колеться, стійка проти загнивання і домового гриба.

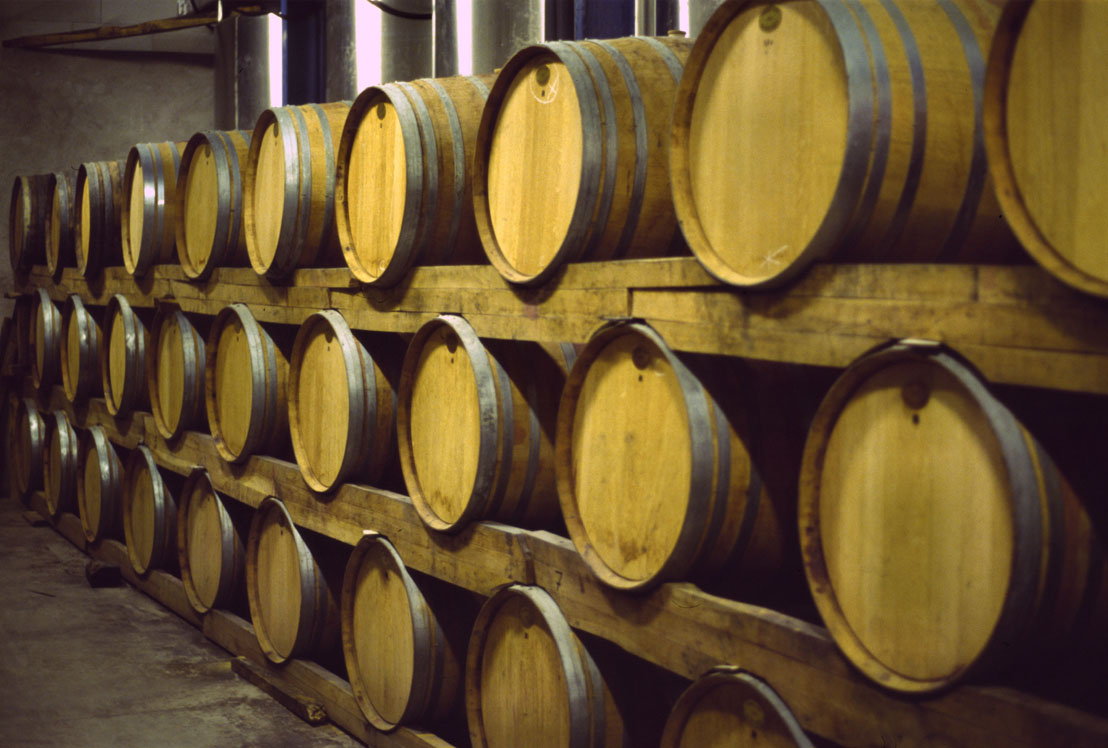
Бочки, зроблені з деревини дуба

Деревину дуба застосовують у суднобудуванні, меблевій промисловості, для виробництва клепки, паркету, шахтних і гідротехнічних споруд, для виготовлення ободів, шпиць, полозків, фанери, токарних і різьбярських виробів. Деревина дуба не має особливого запаху, з неї виготовляють бочки під коньяк, вино, пиво, спирт, оцет, олію. Дуб є добрим паливом.
Дуб звичайний і скельний — весняні пилконоси. Бджоли збирають з них багато високопоживного пилку, в окремі роки з жіночих квіток збирають нектар. Але на дубі часто з'являються медв'яна роса і падь. У місцях, де дуб посідає великі масиви, бджоли збирають багато медвяної роси і паді, з яких виробляють непридатний для зимового поїдання мед. Щоб уникнути масової загибелі бджіл під час зимівлі, падевий мед відкачують.
Листки дуба містять пігмент кверцитин, яким залежно від протрави фарбують вовну і валяні вироби в жовтий, зелений, зеленувато-жовтий, коричневий і чорний кольори.
Жолуді обох видів дуба є високопоживним кормом для диких тварин і свійських свиней. Проте спостерігаються отруєння жолудями (особливо зеленими) інших свійських тварин. Найчутливіші до отруєння корови (особливо дійні) і коні, менш чутливі вівці. У давнину в Європі випасали свиней у стиглих дубових лісах для прокорму.
В Україні в дібровах часто випасають худобу, що завдає великої шкоди нормальному росту й розвитку молодих рослин.
Дуб звичайний використовують у зеленому будівництві як декоративну й фітонцидну рослину для створення приміських гаїв, алей, куртин, поодиноких насаджень у парках і лісопарках. Відомі показні форми дуба звичайного - пірамідальна, колоноподібна, пурпуроволиста, жовтолиста тощо. Дуб звичайний радять як головну породу в лісомеліоративних насадженнях, у полезахисних лісових смугах, у протиерозійних насадженнях по балках і ярах, на змитих ґрунтах. Його можна висаджувати вздовж зрошувальних каналів, оскільки його коренева система не дренує стінок каналів та не руйнує їхнє покриття.

## Збирання, переробка та зберігання

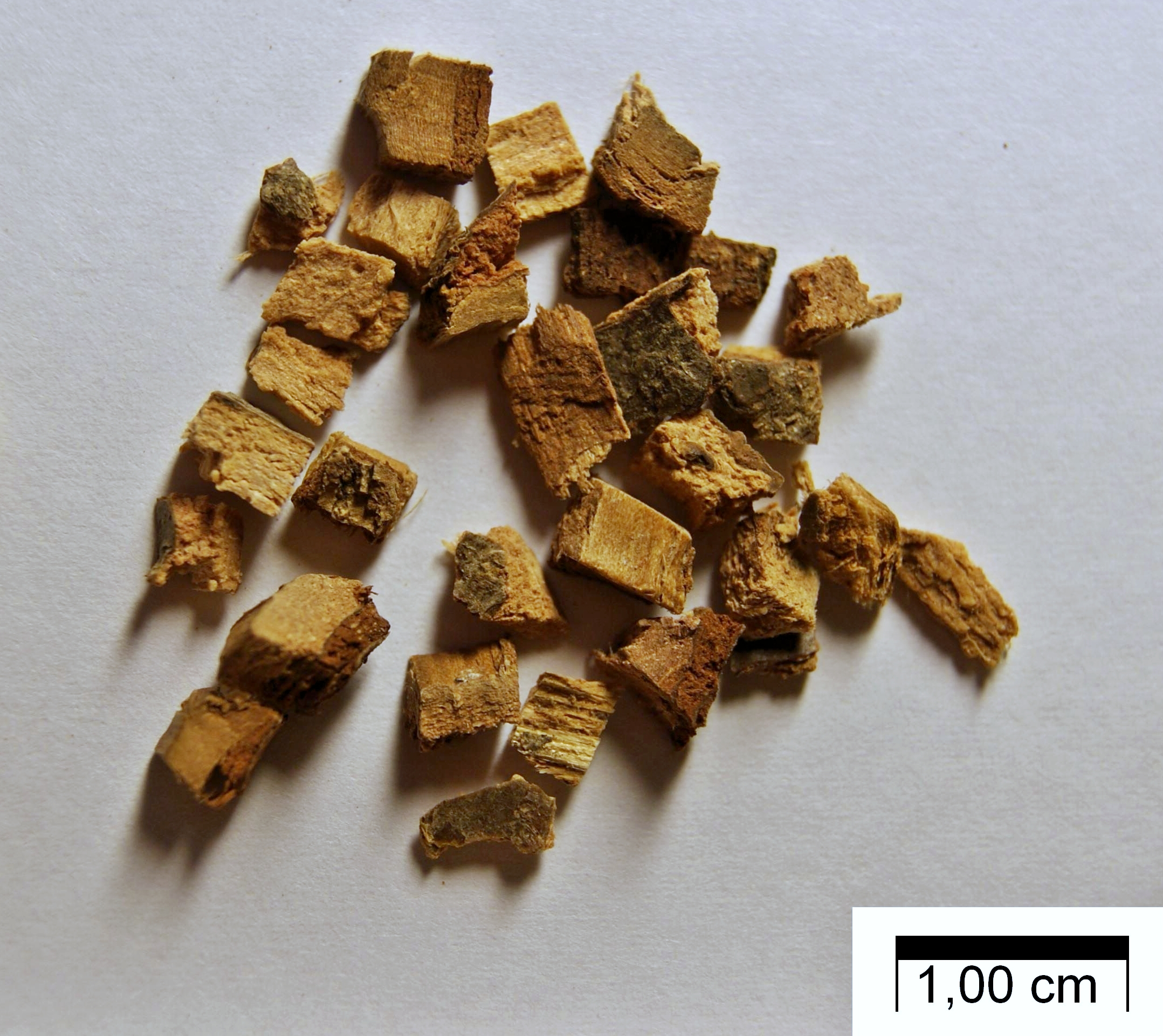
Медичне використання: Cortex Quercus

Кору з дуба звичайного з лікарською метою, заготовляють переважно під час сокоруху (квітень — травень) з молодого гілля і тонких стовбурів (до 10 см у діаметрі) на лісосіках або рубках догляду. Щоб зняти кору, через кожні 30 см роблять кільцеподібні надрізи, які з'єднують поздовжніми розрізами, після чого кора легко знімається. Сушать під наметом з добрим провітрюванням. Вихід сухої сировини 40-50%. Суху кору пакують у тюки вагою по 100 кг. Зберігають у сухому, добре провітрюваному приміщенні. Строк зберігання — п'ять років.
Жолуді збирають восени під деревами після опадання. Сушать на горищах під залізним дахом або під наметами з хорошою вентиляцією, розстилаючи в один шар на папері або тканині і час від часу перемішуючи. Досушують у печах, на печах або в сушарках. Жолуді очищають від шкірястого опліддя і насіннєвої шкірки. Сировина складається з окремих сім'ядолей. Її пакують у мішки по 60 кг. Зберігають у сухих, добре провітрюваних приміщеннях. Строк зберігання не встановлено.
Сировиною для одержання дубильних екстрактів з деревини дуба є пеньки, коріння, а також відходи лісозаготівель і деревообробної промисловості у вигляді полін у корі або без кори. Для дублення шкір кору дуба заготовляють з молодих дерев (до 20-річного віку). На старших деревах утворюється кірка, яка зовсім непридатна і навіть шкідлива у разі використання її для дублення. Заготовляти кору можна будь-якої пори року, але краще впродовж сокоруху (квітень — травень) під час основних рубок і рубок догляду. Зняту зі стовбурів і гілля кору сушать під навісом з хорошою вентиляцією. Відносна вологість сухої кори не повинна перевищувати 16%.

## Дуб черешчатий у культурі
Дуб — дерево стародавніх переказів і казок. Багато народів вважали дуб найгарнішим деревом і ставилися до нього з пошаною та любов'ю. Латинською мовою дуб так і називається: «гарне дерево» — кверкус (quercus), від кельтських слів «quer» — «гарний» і «cuez» — «дерево». Слов'яни й багато інших прадавніх народів шанували дуб як священне дерево. У Стародавній Греції дуб присвячували богові сонця, науки й мистецтва — Аполлону. Дубова гілка означала могутність. Вінком із дубового листя нагороджували за врятування життя й воїнські подвиги.
В Україні одне з найвідоміших дерев цього виду — Запорізький дуб, який зберігся дотепер у селі Верхня Хортиця. Його вік — понад 700 років, обхват стовбура цього дуба перевищує 6 м. Інше відоме дерево — «Дуб Максима Залізняка» — обхват його стовбура становить 9 метрів, висота — 30 метрів. Ще низку старих дерев оголошено пам'ятками природи.
| №  | Офіційна назва                        | Вік станом на 2015 рік | Місце зростання                                   |
| 1  | Дуб Чемпіон                           | близько 1300           | Стужиця (Закарпатська область)                    |
| 2  | Запорозький дуб                       | 600-700                | Верхня Хортиця (Запорізька область)               |
| 3  | «Дуб звичайний»                       | понад 500              | Міжгір'я (Закарпатська область)                   |
| 4  | «Дуб звичайний»                       | понад 500              | Крайниково (Закарпатська область)                 |
| 5  | «Дуб звичайний»                       | понад 300              | Свалява (Закарпатська область)                    |
| 6  | «Дуб черешчатий»                      | близько 210            | Фастівське лісове господарство (Київська область) |
| 7  | «Дуб черешчатий», або Херсонський дуб | близько 125—130        | Херсон                                            |
| 8  | «Дуб звичайний (втрачена)»            | невідомо               | с. Часлівці (Закарпатська область)                |
| 9  | Дуб звичайний                         | близько 300 років      | Миколаїв, вулиця Адмірала Макарова,1              |
| 10 | «Дуб черешчатий»                      | близько 300            | Пирятин (Полтавська область)                      |

Найстаріше дерево Миколаєва стоїть у дворі Міської лікарні №4 за адресою вулиця Адмірала Макарова, 1. Ботанічна пам’ятка природи  нині перебуває під загрозою. Майже 300-річний дуб почав сохнути, старі гілки заважали «мамі-дубиці» випустити нові. У серпні 2020 року 285-річний дуб підлікували та спиляли 4 сухі гілки.